# Podi della XXXI Olimpiade
Le giornate dei Giochi della XXXI Olimpiade, che sono tenute a Rio de Janeiro tra il 5 e il 21 agosto 2016, sono state scandite dall'assegnazione delle medaglie nei vari eventi delle 38 discipline del programma.
Di seguito sono riportati i podi giorno per giorno come da calendario. Per le discipline con due e più atleti (dai tuffi sincronizzati al calcio) si parla di squadra e la medaglia va assegnata alla nazione. Nel caso di atleta singolo è riportato nome e cognome, nel caso di atleti della Cina, Corea del Sud e del Nord, Vietnam, si riporta prima il cognome e poi il nome, come loro tradizione.

## 1ª giornata (6 agosto)
| Disciplina        | Evento                                 | Oro               | Argento               | Bronzo                            |
| Ciclismo          | Corsa in linea maschile                | Greg Van Avermaet | Jakob Fuglsang        | Rafał Majka                       |
| Judo              | 48 kg femminile                        | Paula Pareto      | Jeong Bo-kyeong       | Ami Kondo Otgontsetseg Galbadrakh |
| Judo              | 60 kg maschile                         | Beslan Mudranov   | Yeldos Smetov         | Naohisa Takato Diyorbek Urozboev  |
| Nuoto             | 400 m misti femminili                  | Katinka Hosszú    | Maya DiRado           | Mireia Belmonte García            |
| Nuoto             | 400 m misti maschili                   | Kōsuke Hagino     | Chase Kalisz          | Daiya Seto                        |
| Nuoto             | 400 m stile libero maschili            | Mack Horton       | Sun Yang              | Gabriele Detti                    |
| Nuoto             | 4x100 m stile libero femminile         | Australia         | Stati Uniti           | Canada                            |
| Scherma           | Spada individuale femminile            | Emese Szász       | Rossella Fiamingo     | Sun Yiwen                         |
| Sollevamento pesi | 48 kg femminile                        | Sopita Tanasan    | Sri Wahyuni Agustiani | Hiromi Miyake                     |
| Tiro              | Carabina 10 m aria compressa femminile | Virginia Thrasher | Du Li                 | Yi Siling                         |
| Tiro              | Pistola 10 m aria compressa maschile   | Hoàng Xuân Vinh   | Felipe Almeida Wu     | Pang Wei                          |
| Tiro con l'arco   | Gara a squadre maschile                | Corea del Sud     | Stati Uniti           | Australia                         |

## 2ª giornata (7 agosto)
| Disciplina        | Evento                                | Oro                  | Argento               | Bronzo                             |
| Ciclismo          | Corsa in linea femminile              | Anna van der Breggen | Emma Johansson        | Elisa Longo Borghini               |
| Judo              | 52 kg femminile                       | Majlinda Kelmendi    | Odette Giuffrida      | Misato Nakamura Natal'ja Kuzjutina |
| Judo              | 66 kg maschile                        | Fabio Basile         | An Ba-ul              | Rishod Sobirov Masashi Ebinuma     |
| Nuoto             | 100 m farfalla femminili              | Sarah Sjöström       | Penny Oleksiak        | Dana Vollmer                       |
| Nuoto             | 100 m rana maschili                   | Adam Peaty           | Cameron van der Burgh | Cody Miller                        |
| Nuoto             | 400 m stile libero femminili          | Katie Ledecky        | Jazmin Carlin         | Leah Smith                         |
| Nuoto             | 4x100m stile libero maschile          | Stati Uniti          | Francia               | Australia                          |
| Scherma           | Fioretto individuale maschile         | Daniele Garozzo      | Alexander Massialas   | Timur Safin                        |
| Sollevamento pesi | 53 kg femminile                       | Hsu Shu-ching        | Hidilyn Diaz          | Yoon Jin-hee                       |
| Sollevamento pesi | 56 kg maschile                        | Long Qingquan        | Om Yun-chol           | Sinphet Kruaithong                 |
| Tiro              | Pistola 10 m aria compressa femminile | Zhang Mengxue        | Vitalina Bacaraškina  | Anna Korakakī                      |
| Tiro              | Trap femminile                        | Catherine Skinner    | Natalie Rooney        | Corey Cogdell                      |
| Tiro con l'arco   | Gara a squadre femminile              | Corea del Sud        | Russia                | Taipei cinese                      |
| Tuffi             | Trampolino 3 m sincro femminile       | Cina                 | Italia                | Australia                          |

## 3ª giornata (8 agosto)
| Disciplina        | Evento                          | Oro                    | Argento               | Bronzo                                 |
| Ginnastica        | Concorso a squadre maschile     | Giappone               | Russia                | Cina                                   |
| Judo              | 57 kg femminile                 | Rafaela Silva          | Dorjsürengiin Sumiyaa | Telma Monteiro Kaori Matsumoto         |
| Judo              | 73 kg maschile                  | Shōhei Ōno             | Rüstəm Orucov         | Lasha Shavdatuashvili Dirk Van Tichelt |
| Nuoto             | 200 m stile libero maschili     | Sun Yang               | Chad le Clos          | Conor Dwyer                            |
| Nuoto             | 100 m dorso femminili           | Katinka Hosszú         | Kathleen Baker        | Kylie Masse Fu Yuanhui                 |
| Nuoto             | 100 m dorso maschili            | Ryan Murphy            | Xu Jiayu              | David Plummer                          |
| Nuoto             | 100 m rana femminili            | Lilly King             | Julija Efimova        | Katie Meili                            |
| Rugby a 7         | Torneo femminile                | Australia              | Nuova Zelanda         | Canada                                 |
| Scherma           | Sciabola individuale femminile  | Jana Egorjan           | Sof'ja Velikaja       | Olha Kharlan                           |
| Sollevamento pesi | 58 kg femminile                 | Sukanya Srisurat       | Pimsiri Sirikaew      | Kuo Hsing-chun                         |
| Sollevamento pesi | 62 kg maschile                  | Óscar Albeyro Figueroa | Eko Yuli Irawan       | Farkhad Kharki                         |
| Tiro              | Carabina ad aria 10m maschile   | Niccolò Campriani      | Serhij Kuliš          | Vladimir Maslennikov                   |
| Tiro              | Trap maschile                   | Josip Glasnović        | Giovanni Pellielo     | Ed Ling                                |
| Tuffi             | Piattaforma 10m sincro maschile | Cina                   | Stati Uniti           | Gran Bretagna                          |

## 4ª giornata (9 agosto)
| Disciplina        | Evento                           | Oro                  | Argento                | Bronzo                        |
| Canoa/kayak       | Canoa slalom C1 maschile         | Denis Gargaud Chanut | Matej Beňuš            | Takuya Haneda                 |
| Equitazione       | Completo a squadre               | Francia              | Germania               | Australia                     |
| Equitazione       | Completo individuale             | Michael Jung         | Astier Nicolas         | Phillip Dutton                |
| Ginnastica        | Concorso a squadre femminile     | Stati Uniti          | Russia                 | Cina                          |
| Judo              | 63 kg femminile                  | Tina Trstenjak       | Clarisse Agbegnenou    | Yarden Gerbi Anicka van Emden |
| Judo              | 81 kg maschile                   | Khasan Khalmurzaev   | Travis Stevens         | Sergiu Toma Takanori Nagase   |
| Nuoto             | 200 m stile libero femminile     | Katie Ledecky        | Sarah Sjöström         | Emma McKeon                   |
| Nuoto             | 200 m farfalla maschile          | Michael Phelps       | Masato Sakai           | Tamás Kenderesi               |
| Nuoto             | 200 m misti femminile            | Katinka Hosszú       | Siobhan-Marie O'Connor | Maya DiRado                   |
| Nuoto             | 4x200 m stile libero maschile    | Stati Uniti          | Gran Bretagna          | Giappone                      |
| Scherma           | Spada individuale maschile       | Park Sang-young      | Géza Imre              | Gauthier Grumier              |
| Sollevamento pesi | 63 kg femminile                  | Deng Wei             | Choe Hyo-sim           | Karina Goricheva              |
| Sollevamento pesi | 69 kg maschile                   | Shi Zhiyong          | Daniyar İsmayilov      | Luís Javier Mosquera          |
| Tiro              | Pistola 25m femminile            | Anna Korakakī        | Monika Karsch          | Heidi Diethelm Gerber         |
| Tuffi             | Piattaforma 10m sincro femminile | Cina                 | Malaysia               | Canada                        |

## 5ª giornata (10 agosto)
| Disciplina        | Evento                         | Oro                    | Argento               | Bronzo                         |
| Canoa/kayak       | Slalom K1 maschile             | Joseph Clarke          | Peter Kauzer          | Jiří Prskavec                  |
| Ciclismo          | Cronometro femminile           | Kristin Armstrong      | Ol'ga Zabelinskaja    | Anna van der Breggen           |
| Ciclismo          | Cronometro maschile            | Fabian Cancellara      | Tom Dumoulin          | Chris Froome                   |
| Ginnastica        | Concorso individuale maschile  | Kōhei Uchimura         | Oleh Vernjajev        | Max Whitlock                   |
| Judo              | 70 kg femminile                | Haruka Tachimoto       | Yuri Alvear           | Sally Conway Laura Vargas Koch |
| Judo              | 90 kg maschile                 | Mashu Baker            | Varlam Lip'art'eliani | Gwak Dong-han Cheng Xunzhao    |
| Nuoto             | 200 m farfalla femminile       | Mireia Belmonte García | Madeline Groves       | Natsumi Hoshi                  |
| Nuoto             | 200 m rana maschile            | Dmitrij Balandin       | Josh Prenot           | Anton Čupkov                   |
| Nuoto             | 100 m stile libero maschile    | Kyle Chalmers          | Pieter Timmers        | Nathan Adrian                  |
| Nuoto             | 4x200 m stile libero femminile | Stati Uniti            | Australia             | Canada                         |
| Scherma           | Fioretto individuale femminile | Inna Deriglazova       | Elisa Di Francisca    | Inès Boubakri                  |
| Scherma           | Sciabola individuale maschile  | Áron Szilágyi          | Daryl Homer           | Kim Jung-hwan                  |
| Sollevamento pesi | 69 kg femminile                | Xiang Yanmei           | Zhazira Zhapparkul    | Sara Ahmed                     |
| Sollevamento pesi | 77 kg maschile                 | Nijat Rahimov          | Lu Xiaojun            | Mohamed Ihab                   |
| Tennistavolo      | Singolare femminile            | Ding Ning              | Li Xiaoxia            | Kim Song-i                     |
| Tiro              | Pistola 50 m maschile          | Jin Jong-oh            | Hoàng Xuân Vinh       | Kim Song-guk                   |
| Tiro              | Double trap maschile           | Fehaid Aldeehani       | Marco Innocenti       | Steven Scott                   |
| Tuffi             | Trampolino 3 m sincro maschile | Gran Bretagna          | Stati Uniti           | Cina                           |

## 6ª giornata (11 agosto)
| Disciplina      | Evento                             | Oro                          | Argento           | Bronzo                        |
| Canoa/kayak     | Slalom K1 femminile                | Maialen Chourraut            | Luuka Jones       | Jessica Fox                   |
| Canoa/kayak     | Slalom C2 maschile                 | Slovacchia                   | Gran Bretagna     | Francia                       |
| Ciclismo        | Velocità a squadre maschile        | Gran Bretagna                | Nuova Zelanda     | Francia                       |
| Canottaggio     | 4 di coppia maschile               | Germania                     | Australia         | Estonia                       |
| Canottaggio     | 4 di coppia femminile              | Germania                     | Paesi Bassi       | Polonia                       |
| Canottaggio     | 2 senza maschile                   | Nuova Zelanda                | Sudafrica         | Italia                        |
| Canottaggio     | 2 di coppia femminile              | Polonia                      | Gran Bretagna     | Lituania                      |
| Canottaggio     | 2 di coppia maschile               | Croazia                      | Lituania          | Norvegia                      |
| Canottaggio     | 4 senza pesi leggeri maschile      | Svizzera                     | Danimarca         | Francia                       |
| Ginnastica      | Concorso individuale femminile     | Simone Biles                 | Alexandra Raisman | Alija Mustafina               |
| Judo            | 78 kg femminile                    | Kayla Harrison               | Audrey Tcheuméo   | Mayra Aguiar Anamari Velenšek |
| Judo            | 100 kg maschile                    | Lukáš Krpálek                | Elmar Gasimov     | Cyrille Maret Ryunosuke Haga  |
| Nuoto           | 200 m rana femminili               | Rie Kanetō                   | Julija Efimova    | Shi Jinglin                   |
| Nuoto           | 200 m dorso maschili               | Ryan Murphy                  | Mitch Larkin      | Evgenij Rylov                 |
| Nuoto           | 200 m misti maschili               | Michael Phelps               | Kōsuke Hagino     | Wang Shun                     |
| Nuoto           | 100 m stile libero femminili       | Simone Manuel Penny Oleksiak | Non assegnato     | Sarah Sjöström                |
| Rugby a 7       | Torneo maschile                    | Figi                         | Gran Bretagna     | Sudafrica                     |
| Scherma         | Spada a squadre femminile          | Romania                      | Cina              | Russia                        |
| Tennistavolo    | Singolare maschile                 | Ma Long                      | Zhang Jike        | Jun Mizutani                  |
| Tiro            | Carabina 50m 3 posizioni femminile | Barbara Engleder             | Binbin Zhang      | Du Li                         |
| Tiro con l'arco | Individuale femminile              | Chang Hye-jin                | Lisa Unruh        | Ki Bo-bae                     |

## 7ª giornata (12 agosto)
| Disciplina        | Evento                             | Oro                 | Argento                                 | Bronzo                |
| Atletica leggera  | 10000 m femminili                  | Almaz Ayana         | Vivian Cheruiyot                        | Tirunesh Dibaba       |
| Atletica leggera  | Marcia 20 km maschile              | Wang Zhen           | Cai Zelin                               | Dane Bird-Smith       |
| Atletica leggera  | Getto del peso femminile           | Michelle Carter     | Valerie Adams                           | Anita Márton          |
| Ciclismo          | Inseguimento a squadre maschile    | Gran Bretagna       | Australia                               | Danimarca             |
| Ciclismo          | Velocità a squadre femminile       | Cina                | Russia                                  | Germania              |
| Canottaggio       | 2 di coppia pesi leggeri femminile | Paesi Bassi         | Canada                                  | Cina                  |
| Canottaggio       | 2 di coppia pesi leggeri maschile  | Francia             | Irlanda                                 | Norvegia              |
| Canottaggio       | 2 senza femminile                  | Gran Bretagna       | Nuova Zelanda                           | Danimarca             |
| Canottaggio       | 4 senza maschile                   | Gran Bretagna       | Australia                               | Italia                |
| Equitazione       | Dressage a squadre                 | Germania            | Gran Bretagna                           | Stati Uniti           |
| Ginnastica        | Trampolino elastico femminile      | Rosannagh MacLennan | Bryony Page                             | Li Dan                |
| Judo              | Oltre 78 kg femminile              | Émilie Andéol       | Idalys Ortiz                            | Yu Song Kanae Yamabe  |
| Judo              | Oltre 100 kg maschile              | Teddy Riner         | Hisayoshi Harasawa                      | Or Sasson Rafel Silva |
| Nuoto             | 50 m stile libero maschili         | Anthony Ervin       | Florent Manaudou                        | Nathan Adrian         |
| Nuoto             | 800 m stile libero femminili       | Katie Ledecky       | Jazmin Carlin                           | Boglárka Kapás        |
| Nuoto             | 100 m farfalla maschili            | Joseph Schooling    | Michael Phelps Chad le Clos László Cseh | Non assegnato         |
| Nuoto             | 200 m dorso femminili              | Maya DiRado         | Katinka Hosszú                          | Hilary Caldwell       |
| Scherma           | Fioretto a squadre maschile        | Russia              | Francia                                 | Stati Uniti           |
| Sollevamento pesi | 85 kg maschile                     | Kianoush Rostami    | Tian Tao                                | Gabriel Sîncrăian     |
| Sollevamento pesi | 75 kg femminile                    | Rim Jong-sim        | Darya Naumava                           | Lidia Valentín        |
| Tennis            | Doppio maschile                    | Spagna              | Romania                                 | Stati Uniti           |
| Tiro              | Carabina a terra 50m maschile      | Henri Junghänel     | Kim Jong-hyun                           | Kirill Grigor'jan     |
| Tiro              | Skeet femminile                    | Diana Bacosi        | Chiara Cainero                          | Kim Rhode             |
| Tiro con l'arco   | Individuale maschile               | Ku Bon-chan         | Jean-Charles Valladont                  | Brady Ellison         |

## 8ª giornata (13 agosto)
| Disciplina        | Evento                               | Oro                  | Argento            | Bronzo                  |
| Atletica leggera  | Salto in lungo maschile              | Jeff Henderson       | Luvo Manyonga      | Greg Rutherford         |
| Atletica leggera  | 10000 m maschile                     | Mohamed Farah        | Paul Tanui         | Tamirat Tola            |
| Atletica leggera  | Lancio del disco maschile            | Christoph Harting    | Piotr Małachowski  | Daniel Jasinski         |
| Atletica leggera  | 100 m femminile                      | Elaine Thompson      | Tori Bowie         | Shelly Ann Fraser Pryce |
| Atletica leggera  | Eptathlon femminile                  | Nafissatou Thiam     | Jessica Ennis-Hill | Brianne Theisen-Eaton   |
| Ciclismo          | Inseguimento a squadre femminile     | Gran Bretagna        | Stati Uniti        | Canada                  |
| Ciclismo          | Keirin femminile                     | Elis Ligtlee         | Rebecca James      | Anna Meares             |
| Canottaggio       | Singolo maschile                     | Mahé Drysdale        | Damir Martin       | Ondřej Synek            |
| Canottaggio       | Singolo femminile                    | Kimberley Brennan    | Genevra Stone      | Duan Jingli             |
| Canottaggio       | 8 con femminile                      | Stati Uniti          | Gran Bretagna      | Romania                 |
| Canottaggio       | 8 con maschile                       | Gran Bretagna        | Germania           | Paesi Bassi             |
| Ginnastica        | Trampolino elastico maschile         | Uladzislau Hancharou | Dong Dong          | Gao Lei                 |
| Nuoto             | 50 m stile libero femminili          | Pernille Blume       | Simone Manuel      | Aljaksandra Herasimenja |
| Nuoto             | 1500 m stile libero maschili         | Gregorio Paltrinieri | Connor Jaeger      | Gabriele Detti          |
| Nuoto             | Staffetta 4x100m misti femminile     | Stati Uniti          | Australia          | Danimarca               |
| Nuoto             | Staffetta 4x100m misti maschile      | Stati Uniti          | Gran Bretagna      | Australia               |
| Scherma           | Sciabola a squadre femminile         | Russia               | Ucraina            | Stati Uniti             |
| Sollevamento pesi | 94 kg maschile                       | Sohrab Moradi        | Vadzim Straltsou   | Aurimas Didzbalis       |
| Tennis            | Singolare femminile                  | Mónica Puig          | Angelique Kerber   | Petra Kvitová           |
| Tiro              | Pistola 25 metri automatica maschile | Christian Reitz      | Jean Quiquampoix   | Li Yuehong              |
| Tiro              | Skeet maschile                       | Gabriele Rossetti    | Marcus Svensson    | Abdullah Al-Rashidi     |

## 9ª giornata (14 agosto)
| Disciplina        | Evento                            | Oro                      | Argento               | Bronzo                              |
| Atletica leggera  | Salto triplo femminile            | Caterine Ibargüen        | Yulimar Rojas         | Olga Rypakova                       |
| Atletica leggera  | 400 m maschili                    | Wayde van Niekerk        | Kirani James          | Lashawn Merritt                     |
| Atletica leggera  | 100 m maschili                    | Usain Bolt               | Justin Gatlin         | Andre De Grasse                     |
| Atletica leggera  | Maratona femminile                | Jemima Sumgong           | Eunice Kirwa          | Mare Dibaba                         |
| Ciclismo          | Velocità maschile                 | Jason Kenny              | Callum Skinner        | Denis Dmitriev                      |
| Ginnastica        | Corpo libero maschile             | Max Whitlock             | Diego Hypólito        | Arthur Mariano                      |
| Ginnastica        | Cavallo con maniglie maschile     | Max Whitlock             | Louis Smith           | Alexander Naddour                   |
| Ginnastica        | Volteggio femminile               | Simone Biles             | Maria Paseka          | Giulia Steingruber                  |
| Ginnastica        | Parallele asimmetriche femminile  | Aliya Mustafina          | Madison Kocian        | Sophie Scheder                      |
| Golf              | Individuale maschile              | Justin Rose              | Henrik Stenson        | Matt Kuchar                         |
| Lotta             | Greco-romana maschile 59 kg       | Ismael Borrero Molina    | Shinobu Ōta           | Elmurat Tasmuradov Stig Andre Berge |
| Lotta             | Greco-romana maschile 75 kg       | Roman Vlasov             | Mark Overgaard Madsen | Kim Hyeon-woo Saeid Abdevali        |
| Pugilato          | Pesi mosca leggeri 49 kg maschile | Hasanboy Dusmatov        | Yuberjen Martínez     | Joahnys Argilagos Nico Hernández    |
| Scherma           | Spada a squadre maschile          | Francia                  | Italia                | Ungheria                            |
| Sollevamento pesi | Oltre 75 kg femminile             | Meng Suping              | Kim Kuk-hyang         | Sarah Robles                        |
| Tennis            | Singolare maschile                | Andy Murray              | Juan Martín del Potro | Kei Nishikori                       |
| Tennis            | Doppio femminile                  | Russia                   | Svizzera              | Rep. Ceca                           |
| Tennis            | Doppio misto                      | Stati Uniti              | Stati Uniti           | Rep. Ceca                           |
| Tiro              | Carabina 50m 3 posizioni maschile | Niccolò Campriani        | Sergej Kamenskij      | Alexis Raynaud                      |
| Tuffi             | Trampolino 3m femminile           | Shi Tingmao              | He Zi                 | Tania Cagnotto                      |
| Vela              | RS:X maschile                     | Dorian van Rijsselberghe | Nick Dempsey          | Pierre Le Coq                       |
| Vela              | RS:X femminile                    | Charline Picon           | Chen Peina            | Stefaniya Elfutina                  |

## 10ª giornata (15 agosto)
| Disciplina        | Evento                        | Oro                    | Argento               | Bronzo                                 |
| Atletica leggera  | Lancio del martello femminile | Anita Włodarczyk       | Zhang Wenxiu          | Sophie Hitchon                         |
| Atletica leggera  | 3000 m siepi femminile        | Ruth Jebet             | Hyvin Kiyeng Jepkemoi | Emma Coburn                            |
| Atletica leggera  | Salto con l'asta maschile     | Thiago Braz da Silva   | Renaud Lavillenie     | Sam Kendricks                          |
| Atletica leggera  | 800 m maschile                | David Rudisha          | Taoufik Makhloufi     | Clayton Murphy                         |
| Atletica leggera  | 400 m femminile               | Shaunae Miller         | Allyson Felix         | Shericka Jackson                       |
| Ciclismo          | Omnium maschile               | Elia Viviani           | Mark Cavendish        | Lasse Norman Hansen                    |
| Equitazione       | Dressage individuale          | Charlotte Dujardin     | Isabell Werth         | Kristina Bröring-Sprehe                |
| Ginnastica        | Anelli maschile               | Eleutherios Petrounias | Arthur Zanetti        | Denis Abljazin                         |
| Ginnastica        | Volteggio maschile            | Ri Se-gwang            | Denis Abljazin        | Kenzō Shirai                           |
| Ginnastica        | Trave femminile               | Sanne Wevers           | Laurie Hernandez      | Simone Biles                           |
| Lotta             | Greco-romana maschile 85 kg   | Davit Chakvetadze      | Zhan Beleniuk         | Javid Hamzatau Denis Maksymilian Kudla |
| Lotta             | Greco-romana maschile 130 kg  | Mijaín López           | Rıza Kayaalp          | Sabah Şəriəti Sergey Semenov           |
| Nuoto             | 10 km femminile               | Sharon van Rouwendaal  | Rachele Bruni         | Poliana Okimoto                        |
| Pugilato          | Pesi massimi 91 kg maschile   | Evgenij Tiščenko       | Vasiliy Levit         | Rustam Tulaganov Erislandy Savón       |
| Sollevamento pesi | 105 kg maschile               | Ruslan Nurudinov       | Simon Martirosyan     | Alexandr Zaichikov                     |

## 11ª giornata (16 agosto)
| Disciplina          | Evento                      | Oro               | Argento              | Bronzo                                    |
| Atletica leggera    | Salto triplo maschile       | Christian Taylor  | Will Claye           | Dong Bin                                  |
| Atletica leggera    | Lancio del disco femminile  | Sandra Perković   | Mélina Robert-Michon | Denia Caballero                           |
| Atletica leggera    | Salto in alto maschile      | Derek Drouin      | Mutaz Essa Barshim   | Bohdan Bondarenko                         |
| Atletica leggera    | 1500 m femminile            | Faith Kipyegon    | Genzebe Dibaba       | Jennifer Simpson                          |
| Atletica leggera    | 110 m ostacoli maschile     | Omar McLeod       | Orlando Ortega       | Dimitri Bascou                            |
| Canoa/kayak         | C1 1000 m maschile          | Sebastian Brendel | Isaquias Queiroz     | Ilia Shtokalov                            |
| Canoa/kayak         | K1 1000 m maschile          | Marcus Walz       | Josef Dostál         | Roman Anoshkin                            |
| Canoa/kayak         | K1 200 m femminile          | Lisa Carrington   | Marta Walczykiewicz  | Inna Osypenko                             |
| Canoa/kayak         | K2 500 m femminile          | Ungheria          | Germania             | Polonia                                   |
| Ciclismo            | Omnium femminile            | Laura Trott       | Sarah Hammer         | Jolien D'Hoore                            |
| Ciclismo            | Velocità femminile          | Kristina Vogel    | Rebecca James        | Katy Marchant                             |
| Ciclismo            | Keirin maschile             | Jason Kenny       | Matthijs Büchli      | Azizulhasni Awang                         |
| Ginnastica          | Parallele maschile          | Oleh Vernjajev    | Danell Leyva         | David Beljavskij                          |
| Ginnastica          | Sbarra maschile             | Fabian Hambüchen  | Danell Leyva         | Nile Wilson                               |
| Ginnastica          | Corpo libero femminile      | Simone Biles      | Alexandra Raisman    | Amy Tinkler                               |
| Lotta               | Greco-romana maschile 66 kg | Davor Štefanek    | Migran Arutyunyan    | Shmagi Bolkvadze Rasul Chunayev           |
| Lotta               | Greco-romana maschile 98 kg | Artur Aleksanyan  | Yasmany Lugo Cabrera | Cenk İldem Ghasem Rezaei                  |
| Nuoto               | 10 km maschile              | Ferry Weertman    | Spyridōn Gianniōtīs  | Marc-Antoine Olivier                      |
| Nuoto sincronizzato | Duo femminile               | Russia            | Cina                 | Giappone                                  |
| Pugilato            | Pesi leggeri 60 kg maschile | Robson Conceição  | Sofiane Oumiha       | Lázaro Álvarez Dorjnyambuugiin Otgondalai |
| Sollevamento pesi   | Oltre 105 kg maschile       | Lasha Talakhadze  | Gor Minasyan         | Irakli Turmanidze                         |
| Tennistavolo        | A squadre femminile         | Cina              | Germania             | Giappone                                  |
| Tuffi               | Trampolino 3m maschile      | Cao Yuan          | Jack Laugher         | Patrick Hausding                          |
| Vela                | Finn maschile               | Giles Scott       | Vasilij Žbogar       | Caleb Paine                               |
| Vela                | Mista Nacra 17              | Argentina         | Australia            | Austria                                   |
| Vela                | Laser maschile              | Tom Burton        | Tonči Stipanović     | Sam Meech                                 |
| Vela                | Laser Radial femminile      | Marit Bouwmeester | Annalise Murphy      | Anne-Marie Rindom                         |

## 12ª giornata (17 agosto)
| Disciplina       | Evento                     | Oro                 | Argento           | Bronzo                                   |
| Atletica leggera | 3000 m siepi maschile      | Conseslus Kipruto   | Evan Jager        | Mahiedine Mekhissi-Benabbad              |
| Atletica leggera | Salto in lungo femminile   | Tianna Bartoletta   | Brittney Reese    | Ivana Španović                           |
| Atletica leggera | 200 m femminile            | Elaine Thompson     | Dafne Schippers   | Tori Bowie                               |
| Atletica leggera | 100 m ostacoli femminile   | Brianna Rollins     | Nia Ali           | Kristi Castlin                           |
| Badminton        | Doppio Misto               | Indonesia           | Malaysia          | Cina                                     |
| Beach volley     | Torneo femminile           | Germania            | Brasile           | Stati Uniti                              |
| Equitazione      | Salto a squadre            | Francia             | Stati Uniti       | Germania                                 |
| Lotta            | Libera femminile 48 kg     | Eri Tōsaka          | Marija Stadnyk    | Sun Yanan Elitsa Atanasova Yankova       |
| Lotta            | Libera femminile 58 kg     | Kaori Ichō          | Valerija Koblova  | Marwa Amri Sakshi Malik                  |
| Lotta            | Libera femminile 69 kg     | Sara Doshō          | Natalia Vorobeva  | Elmira Syzdykova Anna Jenny Fransson     |
| Pugilato         | Pesi welter 69 kg maschile | Daniyar Yeleussinov | Shakhram Giyasov  | Mohammed Rabii Souleymane Cissokho       |
| Taekwondo        | Femminile 49 kg            | Kim So-hui          | Tijana Bogdanović | Patimat Abakarova Panipak Wongpattanakit |
| Taekwondo        | Maschile 58 kg             | Zhao Shuai          | Tawin Hanprab     | Luisito Pie Kim Tae-hun                  |
| Tennistavolo     | A squadre maschile         | Cina                | Giappone          | Germania                                 |

## 13ª giornata (18 agosto)
| Disciplina       | Evento                           | Oro                 | Argento                 | Bronzo                               |
| Atletica leggera | Getto del peso maschile          | Ryan Crouser        | Joe Kovacs              | Tomas Walsh                          |
| Atletica leggera | Lancio del giavellotto femminile | Sara Kolak          | Sunette Viljoen         | Barbora Špotáková                    |
| Atletica leggera | Decathlon maschile               | Ashton Eaton        | Kévin Mayer             | Damian Warner                        |
| Atletica leggera | 200 m maschile                   | Usain Bolt          | Andre De Grasse         | Christophe Lemaitre                  |
| Atletica leggera | 400 m ostacoli femminile         | Dalilah Muhammad    | Sara Slott Petersen     | Ashley Spencer                       |
| Atletica leggera | 400 m ostacoli maschile          | Kerron Clement      | Boniface Mucheru Tumuti | Yasmani Copello                      |
| Badminton        | Doppio femminile                 | Giappone            | Danimarca               | Corea del Sud                        |
| Beach volley     | Torneo maschile                  | Brasile             | Italia                  | Paesi Bassi                          |
| Canoa/kayak      | C1 200 m maschile                | Iurii Cheban        | Valentin Demyanenko     | Isaquias Queiroz                     |
| Canoa/kayak      | K2 1000 m maschile               | Germania            | Serbia                  | Australia                            |
| Canoa/kayak      | K2 200 m maschile                | Spagna              | Gran Bretagna           | Lituania                             |
| Canoa/kayak      | K1 500 m femminile               | Danuta Kozák        | Emma Jørgensen          | Lisa Carrington                      |
| Hockey su prato  | Torneo maschile                  | Argentina           | Belgio                  | Germania                             |
| Lotta            | Libera femminile 53 kg           | Helen Maroulis      | Saori Yoshida           | Natalya Sinişin Sofia Mattsson       |
| Lotta            | Libera femminile 63 kg           | Risako Kawai        | Maryja Mamašuk          | Yekaterina Larionova Monika Michalik |
| Lotta            | Libera femminile 75 kg           | Erica Wiebe         | Guzel Manyurova         | Fengliu Zhang Ekaterina Bukina       |
| Pugilato         | Pesi mediomassimi 81 kg maschile | Julio César la Cruz | Adilbek Niyazymbetov    | Mathieu Bauderlique Joshua Buatsi    |
| Taekwondo        | 57 kg femminile                  | Jade Jones          | Eva Calvo Gómez         | Hedaya Malak Kimia Alizadeh          |
| Taekwondo        | 68 kg maschile                   | Ahmad Abughaush     | Aleksej Denisenko       | Joel González Lee Dae-hoon           |
| Triathlon        | Individuale maschile             | Alistair Brownlee   | Jonathan Brownlee       | Henri Schoeman                       |
| Tuffi            | Piattaforma 10m femminile        | Ren Qian            | Si Yajie                | Meaghan Benfeito                     |
| Vela             | 49er maschile                    | Nuova Zelanda       | Australia               | Germania                             |
| Vela             | 49er FX femminile                | Brasile             | Nuova Zelanda           | Danimarca                            |
| Vela             | 470 maschile                     | Croazia             | Australia               | Grecia                               |
| Vela             | 470 femminile                    | Gran Bretagna       | Nuova Zelanda           | Francia                              |

## 14ª giornata (19 agosto)
| Disciplina          | Evento                       | Oro                      | Argento                  | Bronzo                            |
| Atletica leggera    | Marcia 50 km maschile        | Matej Tóth               | Jared Tallent            | Hirooki Arai                      |
| Atletica leggera    | Marcia 20 km femminile       | Hong Liu                 | María Guadalupe González | Xiuzhi Lu                         |
| Atletica leggera    | Lancio del martello maschile | Dilshod Nazarov          | Ivan Cichan              | Wojciech Nowicki                  |
| Atletica leggera    | 5000 m femminile             | Vivian Cheruiyot         | Hellen Obiri             | Almaz Ayana                       |
| Atletica leggera    | Salto con l'asta femminile   | Aikaterinī Stefanidī     | Sandi Morris             | Eliza McCartney                   |
| Atletica leggera    | Staffetta 4x100 m femminile  | Stati Uniti              | Giamaica                 | Gran Bretagna                     |
| Atletica leggera    | Staffetta 4x100 m maschile   | Giamaica                 | Giappone                 | Canada                            |
| Badminton           | Singolare femminile          | Carolina Marín           | Pusarla Sindhu           | Nozomi Okuhara                    |
| Badminton           | Doppio maschile              | Cina                     | Malaysia                 | Gran Bretagna                     |
| Calcio              | Torneo femminile             | Germania                 | Svezia                   | Canada                            |
| Ciclismo            | BMX Individuale maschile     | Connor Fields            | Jelle van Gorkom         | Carlos Ramírez                    |
| Ciclismo            | BMX Individuale femminile    | Mariana Pajón            | Alise Post               | Stefany Hernandez                 |
| Equitazione         | Salto individuale            | Nick Skelton             | Peder Fredricson         | Eric Lamaze                       |
| Hockey su prato     | Torneo femminile             | Gran Bretagna            | Paesi Bassi              | Germania                          |
| Lotta               | Libera maschile 57 kg        | Vladimer Khinchegashvili | Rei Higuchi              | Haji Aliyev Hassan Rahimi         |
| Lotta               | Libera maschile 74 kg        | Hassan Yazdani           | Aniuar Geduev            | Cəbrayıl Həsənov Soner Demirtaş   |
| Nuoto sincronizzato | Gara a squadre               | Russia                   | Cina                     | Giappone                          |
| Pallanuoto          | Torneo femminile             | Stati Uniti              | Italia                   | Russia                            |
| Pentathlon moderno  | Individuale femminile        | Chloe Esposito           | Élodie Clouvel           | Oktawia Nowacka                   |
| Pugilato            | Pesi leggeri 60 kg femminile | Estelle Mossely          | Yin Junhua               | Mira Potkonen Anastasia Belyakova |
| Taekwondo           | 67 kg femminile              | Oh Hye-ri                | Haby Niaré               | Ruth Gbagbi Nur Tatar             |
| Taekwondo           | 80 kg maschile               | Cheick Cissé             | Lutalo Muhammad          | Oussama Oueslati Milad Beigi      |

## 15ª giornata (20 agosto)
| Disciplina         | Evento                          | Oro                    | Argento                     | Bronzo                                |
| Atletica leggera   | Lancio del giavellotto maschile | Thomas Röhler          | Julius Yego                 | Keshorn Walcott                       |
| Atletica leggera   | Salto in alto femminile         | Ruth Beitia            | Mirela Demireva             | Blanka Vlašić                         |
| Atletica leggera   | 1500 m maschile                 | Matthew Centrowitz Jr. | Taoufik Makhloufi           | Nick Willis                           |
| Atletica leggera   | 800 m femminile                 | Caster Semenya         | Francine Niyonsaba          | Margaret Wambui                       |
| Atletica leggera   | 5000 m maschile                 | Mohamed Farah          | Paul Chelimo                | Hagos Gebrhiwet                       |
| Atletica leggera   | Staffetta 4x400 m femminile     | Stati Uniti            | Giamaica                    | Gran Bretagna                         |
| Atletica leggera   | Staffetta 4x400 m maschile      | Stati Uniti            | Giamaica                    | Bahamas                               |
| Badminton          | Singolare maschile              | Chen Long              | Lee Chong Wei               | Viktor Axelsen                        |
| Calcio             | Torneo maschile                 | Brasile                | Germania                    | Nigeria                               |
| Canoa/kayak        | K1 200 m maschile               | Liam Heath             | Maxime Beaumont             | Ronald Rauhe Saúl Craviotto           |
| Canoa/kayak        | C2 1000 m maschile              | Germania               | Brasile                     | Ucraina                               |
| Canoa/kayak        | K4 1000 m maschile              | Germania               | Slovacchia                  | Rep. Ceca                             |
| Canoa/kayak        | K4 500 m femminile              | Ungheria               | Germania                    | Bielorussia                           |
| Ciclismo           | Cross country femminile         | Jenny Rissveds         | Maja Włoszczowska           | Catharine Pendrel                     |
| Ginnastica         | Ritmica - Concorso individuale  | Margarita Mamun        | Yana Kudryavtseva           | Ganna Rizatdinova                     |
| Golf               | Individuale femminile           | Park In-bee            | Lydia Ko                    | Feng Shanshan                         |
| Lotta              | Libera maschile 86 kg           | Abdulrašid Sadulaev    | Selim Yaşar                 | Şərif Şərifov J'den Cox               |
| Lotta              | Libera maschile 125 kg          | Taha Akgül             | Komeil Ghasemi              | Ibrahim Saidaŭ Geno P'et'riashvili    |
| Pallacanestro      | Torneo femminile                | Stati Uniti            | Spagna                      | Serbia                                |
| Pallamano          | Torneo femminile                | Russia                 | Francia                     | Norvegia                              |
| Pallanuoto         | Torneo maschile                 | Serbia                 | Croazia                     | Italia                                |
| Pallavolo          | Torneo femminile                | Cina                   | Serbia                      | Stati Uniti                           |
| Pentathlon moderno | Individuale maschile            | Aleksander Lesun       | Pavlo Tymoshchenko          | Ismael Hernández                      |
| Pugilato           | Pesi mosca 51 kg femminile      | Nicola Adams           | Sarah Ourahmoune            | Ren Cancan Ingrit Valencia            |
| Pugilato           | Pesi gallo 56 kg maschile       | Robeisy Ramírez        | Shakur Stevenson            | Vladimir Nikitin Murodjon Akhmadaliev |
| Pugilato           | Pesi medi 75 kg maschile        | Arlen López            | Bektemir Melikuziev         | Kamran Shakhsuvarly Misael Rodríguez  |
| Taekwondo          | Oltre 67 kg femminile           | Zheng Shuyin           | María del Rosario Espinoza  | Bianca Walkden Jackie Galloway        |
| Taekwondo          | oltre 80 kg maschile            | Radik Isaev            | Issoufou Alfaga Abdoulrazak | Maicon de Andrade Cha Dong-min        |
| Triathlon          | Individuale femminile           | Gwen Jorgensen         | Nicola Spirig               | Vicky Holland                         |
| Tuffi              | Piattaforma 10 m maschile       | Chen Aisen             | Germán Sánchez              | David Boudia                          |

## 16ª giornata (21 agosto)
| Disciplina       | Evento                            | Oro                   | Argento                   | Bronzo                             |
| Atletica leggera | Maratona maschile                 | Eliud Kipchoge        | Feyisa Lilesa             | Galen Rupp                         |
| Ciclismo         | Cross country maschile            | Nino Schurter         | Jaroslav Kulhavý          | Carlos Coloma Nicolás              |
| Ginnastica       | Ritmica - Concorso a squadre      | Russia                | Spagna                    | Bulgaria                           |
| Lotta            | Libera maschile 65 kg             | Soslan Ramonov        | Toğrul Əsgərov            | Frank Chamizo Ikhtiyor Navruzov    |
| Lotta            | Libera maschile 97 kg             | Kyle Snyder           | Xetaq Qazyumov            | Al'bert Saritov Magomed Ibragimov  |
| Pallacanestro    | Torneo maschile                   | Stati Uniti           | Serbia                    | Spagna                             |
| Pallamano        | Torneo maschile                   | Danimarca             | Francia                   | Germania                           |
| Pallavolo        | Torneo maschile                   | Brasile               | Italia                    | Stati Uniti                        |
| Pugilato         | Pesi medi 75 kg femminile         | Claressa Shields      | Nouchka Fontijn           | Dariga Shakimova Li Qian           |
| Pugilato         | Pesi mosca 52 kg maschile         | Shakhobidin Zoirov    | Michail Alojan            | Yoel Finol Hu Jianguan             |
| Pugilato         | Pesi superleggeri 64 kg maschile  | Fazliddin Gaibnazarov | Lorenzo Sotomayor Collazo | Vitaly Dunaytsev Artem Harutyunyan |
| Pugilato         | Pesi supermassimi +91 kg maschile | Tony Yoka             | Joe Joyce                 | Filip Hrgović Ivan Dychko          |